# Neozephyrus japonicus
Neozephyrus japonicus is een vlinder uit de familie van de Lycaenidae. De wetenschappelijke naam van de soort werd als Dipsas japonica in 1875 gepubliceerd door Richard Paget Murray.

## Synoniemen
- Thecla fasciata Janson, 1878

## Ondersoorten
- Neozephyrus japonicus japonicus
- Neozephyrus japonicus regina (Butler, 1882)
  - = Thecla regina Butler, 1882
  - = Neozephyrus taxila taxila Howarth, 1957
- Neozephyrus japonicus sachalinensis (Matsumura, 1928)
  - = Zephyrus taxila sachalinensis Matsumura, 1928 ["Zephyrys taxilla"]
- Neozephyrus japonicus monticolus Shirôzu, 1953
- Neozephyrus japonicus koreanus (Riley, 1939)
  - = Thecla taxila koreana Riley, 1939